# Ordine nazionale al merito (Guinea)
L'Ordine nazionale al merito è un'onorificenza della Guinea.

## Storia
L'Ordine è stato fondato nel 1958, dopo l'indipendenza del paese.

## Classi
L'Ordine dispone delle seguenti classi di benemerenza:
- Cavaliere di Gran Croce
- Grand'Ufficiale
- Commendatore
- Ufficiale
- Cavaliere

| Nastri    |           |              |                 |                         |
| Cavaliere | Ufficiale | Commendatore | Grand'Ufficiale | Cavaliere di Gran Croce |

## Insegne
- Il distintivo è una stella a cinque punte d'oro smaltata di verde delle palline alle estremità e sottili raggi tra le punte. Al centro della stella vi è un medaglione rotondo con bordo smaltato di rosso. Sul medaglione vi è un'immagine in rilievo di una mappa della Guinea. Sul bordo, in lettere dorate, vi è l'iscrizione: "REPUBLIQUE DE GUINEE" (Repubblica di Guinea). Con l'aiuto di un collegamento di transizione formato da una corona di due rami d'ulivo, la cui chioma è coperta di verde e i frutti smaltati di rosso, il distintivo è attaccato al nastro decorativo.

- Il nastro è rosso con sottili bordi verdi.